# J-League Challenge Cup Sub-17 de 2016
A J-League Challenge Cup Sub-17 de 2016 foi a segunda edição desta competição restrita à categoria sub-17 e organizada pela Associação de Futebol do Japão. Realizada entre os dias 17 e 19 de setembro, a competição foi disputada por nove clubes, sendo seis locais e três estrangeiros.
O Ulsan Hyundai, representante sul-coreano, conquistou o título ao derrotar todos seus adversários na fase única, seguido por: Mamelodi Sundowns, segundo colocado; Cerezo Osaka, terceiro colocado e Matsumoto Yamaga, quarto colocado.

## Regulamento
Na fase única, as nove equipes compõe um grupo no qual se enfrentam em turno único. Após os confrontos, a melhor colocada na classificação conquista o título.

### Critérios de desempates
Em caso de igualdades, os seguintes critérios de desempates foram adotados:
- Saldo de gols;
- Gols marcados;
- Confrontos entre as equipes;
- Sorteio.

### Participantes
As dez equipes participantes foram listadas abaixo:
Equipes locais
- Tochigi
- Matsumoto Yamaga
- Avispa Fukuoka
- Kyoto Sanga
- Cerezo Osaka
- FC Tokyo

Equipes estrangeiras
- Ulsan
- Foolad
- Mamelodi Sundowns

## Premiação
| J-League Challenge Cup Sub-17 de 2016 |
| Coreia do Sul                         |
| ------------------------------------- |
| Ulsan Campeão (1.º título)            |